# Brazilska svemirska agencija
Brazilska svemirska agencija ili AEB (port. Agencia Espacial Brasileira) je osnovana 10. veljače 1994., u nastojanju da se razvoj brazilskog svemirskog programa (MECB) stavi pod veći civilni nadzor, pod izravnim nadzorom predsjednika. AEB nadzire MECB program, s time da je Ministarstvo zrakoplovstva i dalje nadležno za lansirnu infrastrukturu i rakete, a INPE nastavlja usmjeravati razvoj satelita. Odmah nakon osnivanja AEB-a, Brazil je objavio da će prihvatiti Režim kontrole tehnologije projektila ili MTCR (engl. Missile Technology Control Regime), što je nakon službenog potpisivanja sporazuma i ulaska u MTCR članstvo, u listopadu 1995., dovelo do ponovnog zatopljavanja odnosa sa SAD-om i jače međunarodne suradnje.

## Povijest
Brazil vodi najnapredniji svemirski program u Latinskoj Americi i jedna je od glavnih svemirskih sila u nastajanju, s glavnim ciljem dostizanja lansirne autonomije u području lansirnih vozila, lansirnih baza i u proizvodnji satelita. Potaknut prvim lansiranjima satelita i atmosferskih raketa razvijenih zemalja tijekom 1950-tih godina (posebno u sklopu IGY-a), Brazil se odlučio uključiti u osvajanje svemira. Uredbom predsjednika, 1961. osnovana je Nacionalna komisija za svemirske aktivnosti (COGNAE) sa zadaćom poticanja, koordiniranja i potpomaganja studija u svemirskom području, stvaranja tima kompetentnih stručnjaka i uspostavljanja međunarodne suradnje. Za vrijeme svog postojanja ponajviše je bila usredotočena na istraživanje atmosferskih fenomena (sounding rakete).
U nastojanju postupnog razvoja svog lansirnog vozila (VLS), Brazil je od 1964. razvio seriju atmosferskih i podorbitalnih raketa Sonda I, II, III i IV, lansirajući ih do 1989. iz lansirnog centra Barreira do Inferno, blizu grada Natala, na sjeveroistoku zemlje. Brazilsko zrakoplovstvo (FAB) je u svrhu razvoja raketa 1965. osnovalo Institut za svemirske aktivnosti (IAE), pod nadzorom Ministarstva zrakoplovstva, pa od tada vojska ima značajnu ulogu u svemirskom programu, posebno u području razvoja raketa i lansirne infrastrukture.
S civilne strane 1971. godine utemeljen je Nacionalni institut za svemirska istraživanja (INPE), proizišao i COGNAE, te izravno podređen Ministarstvu znanosti i tehnologije. Početni cilj bio je razvoj svemirskih aplikacija, koje bi pomogle zemlji u razvoju njenog velikog teritorija, kroz različite projekte koji su integrirali strane satelitske podatke. Glavna zadaća INPE je razvoj brazilskih satelita, znanstvenih instrumenata i provedba meteoroloških i svemirskih istraživanja. Od 1988. bavi se i razvojem motora na tekuće gorivo.
Od 1966. Brazil je aktivno surađivao sa SAD-om (NASA) u razvoju svojih sounding raketa, školovanju znanstvenika i tehničara, te je znatno ovisio o sjevernoameričkoj tehnologiji. Stečeno iskustvo donijelo je svijest o potencijalu svemirske tehnologije, pa je 1980-tih godina Brazil krenuo ka autonomnom razvoju. U tu je svrhu 1981. godine pokrenuo civilno-vojni program Kompletno brazilske svemirske misije (MECB), vrijedan 1 milijardu američkih dolara, s ciljem koordiniranja razvoja lansirnih vozila, lansirnih baza i proizvodnje satelita, te postizanja samodostatnosti u svemirskoj tehnologiji. Istodobno, Brazil je započeo čvršće surađivati i s drugim zemljama, poput Europe, Kanade, Kine, Indije, Rusije, Izraela, pa čak i Iraka. To je dovelo do zahlađenja odnosa sa SAD-om, koji je bio zabrinut dominacijom vojske u MECB programu i potencijalom Brazila da preusmjeri razvoj svog svemirskog lansirnog vozila u dalekometni balistički projektil opremljen nuklearnom bojnom glavom, jer Brazil vodi i napredni nuklearni program.

### Prvi umjetni satelit
Dne 21. veljače 1990. službeno je otvorena nova brazilska lansirna baza Alcantara (CLA), vrijedna 470 milijuna američkih dolara. Smještena je samo 2,17 ° južno od ekvatora, što je uz europsku GSC, smještenu nešto sjevernije (5,14 °), čini najpoželjnijom lansirnom bazom za lansiranje geostacionarnih satelita na svijetu. Dne 9. veljače 1993., Brazil je razvio i uz pomoć američke rakete Pegasus lansirao svoj prvi potpuno brazilski satelit SCD-1, namijenjen prikupljanju podataka o okolišu. Također, 1991. i 1994. sklopio je sporazum s Kinom o zajedničkom razvoju i korištenju dva CBERS satelita za prikupljanje podataka o zemaljskim resursima (poljoprivreda, geologija, hidrologija i okoliš).

### Osnivanje Brazilske svemirske agencije
U nastojanju da se razvoj brazilskog svemirskog programa (MECB) stavi pod veći civilni nadzor, 10. veljače 1994. osnovana je Brazilska svemirska agencija ili AEB (port. Agencia Espacial Brasileira), pod izravnim nadzorom predsjednika. AEB nadzire MECB program, s time da je Ministarstvo zrakoplovstva i dalje nadležno za lansirnu infrastrukturu i rakete, a INPE nastavlja usmjeravati razvoj satelita. Odmah nakon osnivanja AEB-a, Brazil je objavio da će prihvatiti Režim kontrole tehnologije projektila ili MTCR (engl. Missile Technology Control Regime), što je nakon službenog potpisivanja sporazuma i ulaska u MTCR članstvo, u listopadu 1995., dovelo do ponovnog zatopljavanja odnosa sa SAD-om i jače međunarodne suradnje.
Gradeći na svom dugom iskustvu sa sounding raketama, Brazil se sprema ući u odabrani klub zemalja koji su u stanju lansirati satelite. U tu svrhu razvija lagano lansirno vozilo VLS, sastavljeno od 4 stupnja na kruto gorivo. Uz razvoj VLS rakete, u planu je i lansirno vozilo povećanog kapaciteta VLS-2, kao i manje vozilo VLM, za lansiranje mikrosatelita. Prva suborbitalna lansiranja VLS rakete izvedena su 1997. i 1999., međutim prilikom priprema za lansiranje 2003., dogodila se velika nesreća u kojoj je poginulo 21 raketnih tehničara.
Zbog toga je razvoj brazilskog lansirnog vozila nešto usporen, pa je Brazil ponudio svoju svemirsku bazu Alcantara na međunarodnu suradnju. To bi trebalo omogućiti nova ulaganja, donijeti Brazilu nešto povrata na investicije i poboljšati njegov imidž kao svemirske sile. Mnoge zemlje već su pokazale interes. Na primjer, Ukrajina je još 1999. potpisala partnerski sporazum o lansiranju njenih Tsyklon raketa, a Izrael se nada da će moći koristiti infrastrukturu u bazi za lansiranje svog LK lansirnog vozila. Velik zanimanje iskazale su i Kina i Rusija.

### Prvi brazilski astronaut
Sredinom 1980-tih ESA (Arianespace) je za Brazil lansirala prva dva u seriji geostacionarnih telekomunikacijskih satelita (SBTS). Uz razvoj serije prvih vlastitih promatračkih satelita SCD 1, 2 i 3, te u suradnji s Kinom CBERS-1 i 2 satelita, Brazil je razvio ili razvija i znanstveni mikrosatelit SACI, zatim promatračke satelite SSR-1 i 2, mrežu malih telekomunikacijskih satelita u niskoj (LEO) orbiti, CCD kameru za dva eksperimentalna leta na Space Shuttleu, senzor vlažnosti za NASA-in satelit EOS-PM1 i druge projekte u sklopu međunarodne suradnje. U skladu s međuvladinim sporazumom izmenu Brazila i SAD-a, Brazilska svemirska agencija (AEB) preuzela je odgovornost za razvoj dijela opreme u okviru NASA-inog sudjelovanja u programu Međunarodne svemirske postaje (ISS), a AEB zauzvrat od NASA-e dobiva djelomično pravo korištenja ISS-a. Na taj se način Brazil priključio razvijenim zemljama u izgradnji najvećeg svemirskog pothvata današnjice. U sklopu međunarodne suradnje i misije na ISS, 30. ožujka 2006., ruskom svemirskom letjelicom Sojuz, u svemir je lansiran prvi brazilski astronaut, u društvu američkog i ruskog kolege. Jedno od osam glavnih područja brazilskog nacionalnog svemirskog programa je i osnaživanje i razvoj brazilske svemirske industrije, kako bi postala dovoljno sposobna za sudjelovanje u domaćim i međunarodnim svemirskim projektima.